# Горенштейн, Марк Борисович
Марк Бори́сович Горенште́йн (род. 16 сентября 1946, Одесса) — советский и российский дирижёр. Народный артист Российской Федерации (2002), художественный руководитель и главный дирижёр Государственного академического симфонического оркестра России имени Е. Ф. Светланова (2002—2011).

## Биография
Родился в Одессе, где начал обучение игре на скрипке в музыкальной школе П. С. Столярского. Учился по классу скрипки в Кишинёвском музыкальном училище имени Штефана Няги у Алексея Иннокентьевича Амвросова, затем в Кишинёвском институте искусств имени Г. Музическу, стал лауреатом Молдавского республиканского конкурса и Всесоюзного конкурса дирижёров. Работал в Молдавском государственном джаз-оркестре «Букурия» под управлением Шико Аранова, затем в филармоническом оркестре под управлением Т. И. Гуртового и в оркестре Молдавского государственного театра оперы и балета.
В начале 1970-х годов переехал в Москву — играл в оркестре Большого театра, затем в Государственном оркестре СССР под управлением Евгения Светланова.
В 1984 году окончил дирижёрское отделение Новосибирской консерватории по классу Арнольда Каца.
С 1985 года — дирижёр Симфонического оркестра Венгерских железных дорог (MÁV Szimfonikus Zenekar), в 1989—1993 годах — оркестра южнокорейского города Пусана, с 1992 года — оркестра «Молодая Россия».
С 1 июля 2002 года по 28 сентября 2011 года — художественный руководитель и главный дирижёр Государственного академического симфонического оркестра России (с 2006 года — имени Е. Ф. Светланова). За это время оркестр под управлением М. Горенштейна участвовал в фестивалях «Родион Щедрин: Автопортрет», «Моцартиана», «Музыкальное приношение», концертах «1000 городов мира» и в летней резиденции Папы Римского в Ватикане. Пребывание М. Горенштейна на этому посту было также отмечено конфликтами с коллективом оркестра. Оценки деятельности дирижёра и связанных с ней скандалов носят противоречивый характер: резкие критические отзывы соседствуют с положительными.
С 1994 года Горенштейном были осуществлены около четырёх десятков записей произведений Дмитрия Шостаковича, П. И. Чайковского, М. П. Мусоргского, И. Брамса, Бетховена, Сергея Рахманинова, Ф. Листа, Ж. Бизе, Родиона Щедрина, Альфреда Шнитке, А. К. Глазунова, Т. Н. Хренникова, А. Н. Скрябина, Рихарда Штрауса, Дж. Гершвина, Антона Брукнера, М. И. Глинки, Сергея Прокофьева, Моцарта, Густава Малера, С. И. Танеева, Владислава Казенина, А. П. Бородина. Компакт-диск с сюитами из «Щелкунчика» и «Лебединого озера» П. И. Чайковского в исполнении Симфонического оркестра Венгерских железных дорог был издан фирмой Hungaroton в 1988 году. Альбом Сьюзан Чани «Dream Suite» (1994) в сопровождении оркестра «Молодая Россия» под управлением Марка Горенштейна был номинирован на музыкальную премию «Грэмми» (1996).
После ухода из Госоркестра дирижёрская активность Горенштейна снизилась (выступает, в частности, с Новосибирским симфоническим оркестром).

## Семья
- Сыновья — Евгений (выпускник Московской консерватории по классу скрипки) и Роман[13].
- Брат — театральный художник Александр Борисович Горенштейн (род. 1952)[14]. Племянник — актёр Филипп Александрович Горенштейн (род. 1990).
- Дядя — актёр Эммануил Гедеонович Виторган[15][16].

## Награды и звания
- Орден «За заслуги перед Отечеством» IV степени (2 сентября 2006 года) — за большой вклад  в развитие отечественного музыкального искусства и многолетнюю плодотворную работу[17].
- Народный артист Российской Федерации (13 марта 2002 года) — за большие заслуги в области искусства[18].
- Заслуженный деятель искусств Российской Федерации (12 сентября 1996 года) — за заслуги в области искусства[19].
- Премия Правительства Российской Федерации 2005 года в области культуры (28 декабря 2005 года) — за концертные программы 2003-2004 годов[20].
- Благодарность Министра культуры и массовых коммуникаций Российской Федерации (7 сентября 2006 года) — за многолетнюю плодотворную деятельность в области отечественного музыкального искусства и в связи с 60-летием со дня рождения[21].